# El molo (folk)
El molo är en kushitisk folkgrupp i Kenya. Enligt folkräkningen 2019 utgjordes den av 1 104 personer. Den är en av landets minsta och mest isolerade folkgrupper, kända som "folket som äter fisk". El molo tros ha sitt ursprung i Etiopien men vandrat in mot Turkana omkring 1 000 år f.Kr. De har senare bosatt sig på ön Komote i Turkanasjön. Folket delar namn med staden El Molo. 
Genom äktenskap med niloitiska folkgrupper som Turkana och Samburu har deras språk, el molo, kommit att talas av allt färre. Enligt uppgifter från 2022 återstod ingen som talade språket flytande, och det var listat på Unescos Atlas of the World’s Languages in Danger. En annan orsak till att både språket och folkgruppen minskar tros vara att de dricker alkaliskt vatten från sjön. Vidare har de en obalanserad proteinrik kost bestående av fisk, sköldpadda och krokodil, vilket gjort att de saknar motståndskraft mot sjukdomar.